# August Frede
August Robert Frede (* 20. Oktober 1899 in Koblenz; † 23. November 1972 in München) war ein deutscher Offizier, zuletzt Brigadegeneral des Heeres der Bundeswehr, und Angehöriger des Bundesnachrichtendienstes.

## Leben
Frede, Sohn eines Rechnungsrats, trat am 26. Juni 1917 als Kriegsfreiwilliger und Fahnenjunker beim Funker-Ersatzbataillon 8 in Koblenz in das Deutsche Heer ein. Ab dem 29. März 1918 diente er als Funker in der Nachrichtenersatzabteilung 7 in Paderborn und ab dem 18. April 1918 hatte er eine Frontverwendung in der Divisionsfunkabteilung 4. Dort wurde er am 1. Juli 1918 zum Leutnant befördert. Vom 29. Juli 1918 bis zum 30. Oktober 1918 absolvierte er den Fahnenjunkerkurs auf dem Truppenübungsplatz Döberitz und dem Truppenübungsplatz Ohrdruf und war ab dem 1. November 1918 Fähnrich in der Nachrichtenersatzabteilung 8. Ab dem 26. April 1919 war er Offizierdiensttuer in der Reichswehrbrigade 36 in Kurland und ab dem 15. September 1919 Kompanieoffizier in der Brigadenachrichtenabteilung 10 in Hannover bzw. vom 1. Oktober 1920 bis 30. September 1928 in der Nachrichtenabteilung 6 in Hannover. Währenddessen absolvierte er vom 30. September 1923 bis 15. August 1924 den Waffenschullehrgang an der Artillerieschule in Jüterbog, Abteilung D (Lehrgänge für Nachrichtenwesen), wurde am 1. September 1925 zum Oberleutnant ernannt und absolvierte vom 1. Oktober 1925 bis 30. September 1926 die Ausbildung zum Reitlehrer an der Kavallerieschule der Reichswehr in Hannover. Ab 1. Oktober 1928 war er Lehr- und Versuchsoffizier bei der Abteilung D (Nachrichtenwesen), Kompanieoffizier, Adjutant und Lehrer an der Artillerieschule in Jüterbog. Vom 7. bis 12. März 1932 absolvierte er die Wehrkreisprüfung in Berlin.
Am 1. August 1933 wurde Frede zum Hauptmann ernannt und war ab dem 1. Oktober 1934 Kompaniechef in der Nachrichtenabteilung 2 in Pasewalk. Am 1. April 1937 erfolgte die Beförderung zum Major und am 12. Oktober 1937 die Kommandoübernahme über die Panzernachrichtenabteilung 37 als Kommandeur. Am 1. August 1938 wurde er zum Oberstleutnant ernannt und am 4. Juni 1940 Korpsnachrichtenführer der Korpsnachrichtenabteilung 61, am 3. Januar 1941 Kommandeur des Panzergrenadiernachrichtenregiments 1 und am 16. Dezember 1941 Kommandeur des Panzerarmeenachrichtenregiments 1. Am 1. Februar 1942 wurde er zum Oberst ernannt und wurde am 1. Oktober 1942 Verbindungsoffizier beim Deutschen Verbindungsstab zum Oberkommando 4 der königlich-rumänischen Armee, am 1. Januar 1943 Nachrichtenführer des Panzerarmeeoberkommandos 4, am 25. Oktober 1943 Höherer Nachrichtenoffizier beim Generalinspekteur der Panzertruppen und am 15. Oktober 1944 Nachrichtenführer im Panzerarmeeoberkommando 6.
Im Mai und Juni 1945 war Frede in Kriegsgefangenschaft. Ab dem 24. Juli 1945 war er Landwirtschaftsgehilfe auf dem Rittergut Haase in Kottendorf, im Sommer 1946 Angestellter bei einer Firma in München, dann in Göttingen, 1948 in Mainstockheim und Heiligenhaus und ab 1950 bei der Auskunftei Creditreform in Hannover. Ab Oktober 1950 bezog er ein Übergangsgehalt vom Arbeitsamt in Northeim, bevor er im Oktober 1951 Kassenführer von B. H. E. in Northeim wurde.
Ab dem 5. August 1952 war Frede Angestellter der Dienststelle Blank. Am 1. März 1956 wurde er in die Bundeswehr übernommen und absolvierte eine Eignungsübung. Anschließend wurde er Leiter der Prüfgruppe der Annahmestelle Bonn.
Ab dem 1. September 1956 war Frede als Lehrgruppenkommandeur mit der Wahrnehmung der Geschäfts des Kommandeurs der Fernmeldeschule des Heeres in Sonthofen beauftragt. Ab dem 1. Januar 1957 war er offizieller Kommandeur der Schule, die 1959 nach Feldafing verlegte. Am 29. September 1959 wurde Frede zum Brigadegeneral ernannt. Mit Ablauf des 30. September 1961 wurde Frede in den Ruhestand versetzt.
Als Brigadegeneral außer Dienst war Frede Angestellter im Bundesnachrichtendienst.

## Auszeichnungen
- Eisernes Kreuz I. Klasse
- 4. August 1942: Königlich-bulgarischer Alexander-Orden mit Schwertern
- 14. Dezember 1942: Stern von Rumänien
- 26. Januar 1944: Deutsches Kreuz in Silber
- 1961: Großes Verdienstkreuz des Verdienstordens der Bundesrepublik Deutschland